# Liste der Straßennamen von Leoben

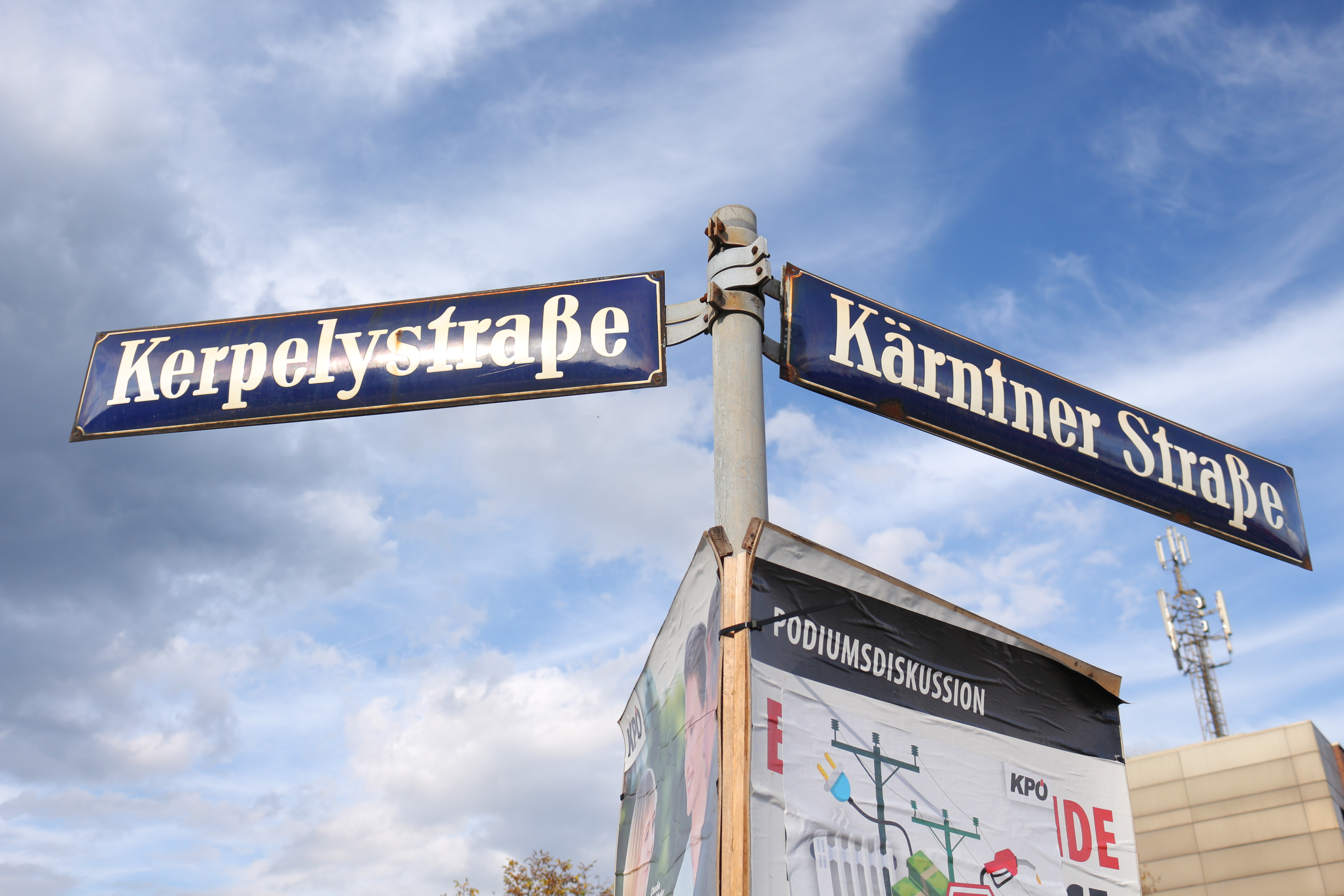
Straßenschilder an einer Kreuzung in Leoben-Leitendorf

Die Liste der Straßennamen von Leoben ist eine vollständige Auflistung aller in der Stadt Leoben verwendeten, offiziellen Straßennamen und umfasst neben Straßen auch Gassen und Plätze.

## Straßennamen und Nationalsozialismus
2018 wurden die Resultate einer kritischen Prüfung der Leobner Straßennamen vorgestellt. Drei der damals insgesamt 249 Straßennamen gehen auf nationalsozialistisch belastete Persönlichkeiten zurück (Ottokar Kernstock, Hans Kloepfer und Friedrich Mayer-Beck). In Absprache mit Opferverbänden einigte man sich auf das Anbringen von Erläuterungstafeln in den betroffenen Straßen in Leitendorf bzw. Göss.

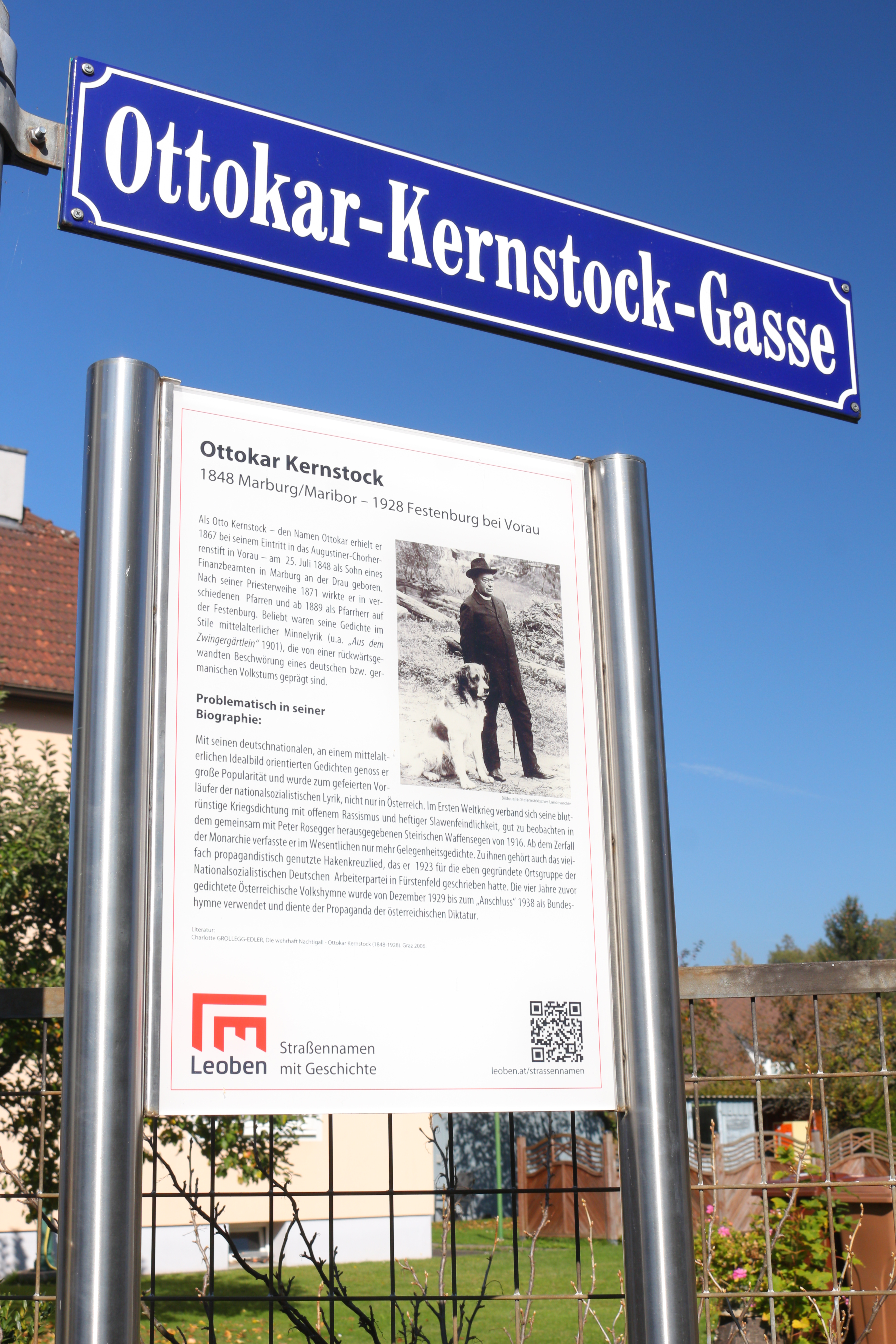
Erläuterungstafel zu Ottokar Kernstock
Erläuterungstafel zu Hans Kloepfer
Erläuterungstafel zu Friedrich Mayer-Beck

## Liste
Die in diesem Artikel genannten Straßenbezeichnungen werden hinsichtlich ihrer Schreibweise so wiedergegeben, wie sie im amtlichen Straßenverzeichnis der Stadt Leoben (Stand 2020) und auf den Straßenschildern aufscheinen. Aus historischen Gründen entsprechen diese Schreibweisen zum Teil nicht der neuen Rechtschreibung.
| Name                          | Katastralgemeinde                  | Jahr der Benennung | Benennungsmotiv | Bild |
| ----------------------------- | ---------------------------------- | ------------------ | --- | ---- |
| Absengergasse                 | Mühltal (Lerchenfeld)              | 1951               | Anton Absenger (* 1820 in Kirchbach in Steiermark; † 1899 in Graz), Komponist, Chormeister und Flügelhornvirtuose |      |
| Adam von Lebenwald-Weg        | Leitendorf                         | 1951               | Adam von Lebenwaldt (* 1624 in Sarleinsbach; † 1696 in Leoben), Arzt, Schriftsteller und Barockpoet |      |
| Allgayergasse                 | Mühltal (Lerchenfeld)              | 1951               | Lorenz Allgayer (* 1835 in Wien; † 1901 in Leoben), Kirchenmaler und Professor am Leobner Gymnasium |      |
| Alma Seidler-Straße           | Göss                               | 1996               | Alma Seidler-Eidlitz (* 1899 in Leoben; † 1977 in Wien), Ensemblemitglied im Burgtheater |      |
| Alois Edlinger-Gasse          | Leitendorf                         | 1951               | Alois Edlinger (* 1866 in Gai; † 1947 in Leoben), Mitentwickler stadtnaher Wanderwege; vormals Quergasse Nr. 3 |      |
| Alpenstraße                   | Göss                               | 1959               | Wahrscheinlich der alpine Ausblick auf den Reiting |      |
| Am Galgenberg                 | Donawitz                           | 1989               | Der nahe Galgenberg |      |
| Am Glacis                     | Leoben                             | 1900               | Auf der ehemaligen Fläche des Glacis' befindet sich heute der sogenannte Glacis-Park |      |
| Am Lerchenfeld Zeile A–H      | Mühltal (Lerchenfeld)              | 1957               | Flurname; vor 1961 Am Lerchenfeld Zeile A–F |      |
| Am Prettachfeld               | Prettach                           | 1999               | Flurname für die landwirtschaftlich genutzten Flächen nahe Prettach |      |
| Am Sonnenhang                 | Leitendorf (Hinterberg)            | 1999               | Benennung nach der Niedrigenergiesiedlung „Sun City“ |      |
| Am Sturz                      | Judendorf                          | 1951               | Lagerplatz für Abraum aus dem ehemaligen Kohlerevier Seegraben („stürzen“ bedeutet in der bergmännischen Sprache so viel wie „ablagern“)                                                                                      |      |
| Am Tivoli                     | Waasen                             | 1999               | „Tivoli“ ist eine Bezeichnung für Sportanlagen |      |
| Am Wiesenrain                 | Leitendorf (Hinterberg)            | 1999               | Vermutlich verwandt mit dem Begriff Feldrain |      |
| Am Wirtschaftspark            | Prettach                           | 2005               | Standort mehrerer Unternehmen |      |
| An der Halde                  | Judendorf (Seegraben)              | 1951               | Halde des ehemaligen Kohlebergbaus Seegraben |      |
| An der Überfuhr               | Leitendorf (Hinterberg)            | 1951               | Ehemaliger Betriebsort einer Rollfähre zur Überfuhr zwischen Hinterberg und Schladnitzdorf |      |
| Annaberggasse                 | Donawitz                           | 1951               | Der Annaberg ist ein Ausläufer des Bärenkogels |      |
| Anzengrubergasse              | Leitendorf/Waasen                  | 1951               | Ludwig Anzengruber (* 1839 in Wien; † 1889 in Wien), Dramatiker und Lyriker; vormals Quergasse Nr. 2 |      |
| Ariboweg                      | Göss                               | 1951               | Aribo (um 904), Graf zu Göss-Schladnitz; vormals Murfeld |      |
| August Stelzer-Straße         | Göss                               | 1997               | August Stelzer (* 1900 in Sankt Peter im Sulmtal; † 1969 in Leoben), Kammer-, Chor- und Liederkomponist sowie Musikprofessor in Leoben                                                                                        |      |
| Bachgartlweg                  | Waasen                             | 1951               | Flurname zufolge der einstigen Gärten am Vordernberger Bach |      |
| Bachgasse                     | Göss                               | 1932               | Unterlauf des Gössbachs |      |
| Badgasse                      | Waasen                             | 1907               | Mitte des 19. Jahrhunderts gegründete Badeanstalt, 1922 aufgegeben |      |
| Bahnhofplatz                  | Judendorf                          | 1951               | Leoben Hauptbahnhof |      |
| Bahnstraße                    | Waasen                             | 1928               | Straße entlang der damaligen k.k. privilegierten Kronprinz Rudolf-Bahn; vormals Streitmayrgasse |      |
| Barbaraweg                    | Waasen                             |                    | Barbara von Nikomedien, Schutzpatronin der Berg- und Hüttenleute |      |
| Beethovengasse                | Mühltal                            | 1951               | Ludwig van Beethoven (* 1770 in Bonn; † 1827 in Wien), deutscher Komponist; von 1924 bis 1951 Maßenbergsiedlung Straße D |      |
| Bergmannstraße                | Judendorf                          | 1914               | Benennung nach dem Berufsstand Bergmann anlässlich des Kohlebergbaus Seegraben; von 1914 bis 1967 Bergmanngasse |      |
| Bertha-von-Suttner-Straße     | Mühltal                            | ca. 2019           | Bertha von Suttner (* 1843; † 1914), österreichische Pazifistin und Schriftstellerin |      |
| Brandberggasse                | Donawitz                           | 1951               | Als Brandberg wird der Südwesthang des Bärenkogels bezeichnet |      |
| Brauhausgasse                 | Göss                               | 1988               | Zufahrtsstraße zur Gösser Brauerei |      |
| Brunnenstraße                 | Prettach                           | 1979               | Zufahrtsstraße zum 1977 fertiggestellten Tiefbrunnen „Winkl“ |      |
| Buchberggasse                 | Leitendorf                         | 1951               | Der Buchberg ist ein Ausläufer des Galgenbergs |      |
| Dirnböckweg                   | Mühltal                            | 1951               | Franz de Paula Dirnböck (* 1764 in Graz; † 1835 in Graz), Bürgermeister von Leoben (1790–1797) und Graz (1799–1810) |      |
| Dominikanergasse              | Leoben                             | 1870               | Kloster des Dominikanerordens; von 1938 bis 1945 Karl-Gross-Gasse |      |
| Donawitzer Straße             | Waasen                             | 1870               | Leobner Stadtteil Donawitz |      |
| Dorfstraße                    | Leitendorf                         | 1951               | Leobner Stadtteil Leitendorf; vor 1967 Dorfgasse |      |
| Dr. Hanns Groß-Straße         | Mühltal                            | 2004               | Dr. Hanns Groß (* 1847 in Graz; † 1915 in Graz), Richter, Jurist, Kriminologe |      |
| Dr. Josef Schmölzer-Weg       | Mühltal                            | 1917               | Dr. Josef Schmölzer (* 1864 in Kindberg; † 1917 in Leoben), Rechtsanwalt, Obmann in diversen Leobner Vereinen |      |
| Draschestraße                 | Judendorf                          | 1951               | Heinrich Drasche Edler von Wartinberg (* 1811 in Brünn; † 1880 in Reichenau), Industrieller und einstiger Eigentümer des Kohlebergbaus Seegraben; vor 1967 Draschegasse                                                       |      |
| Dreihufeisengasse             | Mühltal                            | 1951               | Nach einer Sage soll hier das Pferd des Ritters Wilhelm von Ratmannsdorf ein Hufeisen verloren und beim Sturz den Reiter getötet haben                                                                                        |      |
| Ehrenheimweg                  | Waasen                             | 1951               | Guthof „Ehrenheim“, einst im Besitz von Adam von Lebenwaldt und 1993 abgerissen |      |
| Einödmayergasse               | Leitendorf                         | 1951               | Bauernhof „Einödmayer“ |      |
| Endresgasse                   | Leitendorf                         | 1906               | Franz Endres (* 1847 in Hatzendorf; † 1906 in Graz), Geschäftsmann, Industrieller, Reichsrats- und Landtagsabgeordneter (1884–1898), Vizebürgermeister von Donawitz                                                           |      |
| Erhardigasse                  | Göss                               | 1959               | Erhard von Regensburg (* vor 700 vermutlich in Narbonne; † um 715/717 in Regensburg), Patron der einstigen Gösser Spitalskirche                                                                                               |      |
| Erzherzog Johann-Straße       | Leoben                             | 1890               | Johann von Österreich (* 1782 in Florenz; † 1859 in Graz), Begründer der „Steiermärkisch-Ständischen Montanlehranstalt“, des Vorläufers der Montanuniversität Leoben                                                          |      |
| Erzstraße                     | Donawitz                           | 1957               | Der Stadtteil Donawitz weist eine lange Geschichte der Stahlerzeugung vor, wofür häufig Erz verwendet wird |      |
| Etschmayerstraße              | Mühltal                            | 1951               | Bauernhof „Etschmayer“ |      |
| Fabriksgasse                  | Leitendorf (Hinterberg)            | 1951               | Ehemaliger Standort einer Zellulosefabrik |      |
| Failhauergasse                | Judendorf                          | 1945               | Wilhelm Failhauer (* 1822 in Krapina; † 1900 in Leoben), Montanist, Gastronom, Bürgermeister von Leoben (1864–1867); vormals Straße G der Hermann-Göring-Siedlung, von 1945 bis 1951 Failhauerstraße                          |      |
| Feldgasse                     | Leitendorf                         | 1951               | Einst vor allem zur Landwirtschaft genutztes Gebiet |      |
| Ferdinand Hanusch-Straße      | Leitendorf                         | 1951               | Ferdinand Hanusch (* 1866 in Oberdorf; † 1923 in Wien), Politiker |      |
| Fichtlplatz                   | Mühltal (Lerchenfeld)              | 1951               | Vinzenz Fichtl (* 1797 in Steyr; † 1864 in Leoben), Magistratsbeamter, Leobener Nationalgardist und Kunstmaler |      |
| Fischerauergasse              | Waasen                             | 1951               | Dr. Friedrich Fischerauer (* 1882 in Leoben; † 1949 in Stainach), Jurist und Diplomat |      |
| Fischergasse                  | Leoben                             | 1870               | Einstiger Standort von Fischkaltern; vormals Am Rain |      |
| Franz Josef-Straße            | Leoben                             | 1890               | Franz Joseph I. (* 1830 in Wien; † 1916 in Wien), Kaiser von Österreich |      |
| Franzenshütteweg              | Donawitz                           | 1951               | Die Franzenshütte war eine von Franz Mayr gegründete Eisenhütte |      |
| Fridaustraße                  | Donawitz                           | 1951               | Joseph Pauer Ritter von Friedau (* 1758; † 1840), steirischer Industrieller |      |
| Friedrich Mayer-Beck-Straße 1 | Göss                               | 1988               | Friedrich Mayer-Beck (* 1907 in Wien; † 1977 in Leoben), Maler und Grafiker nationalsozialistischer Propaganda |      |
| Fröbelgasse                   | Leitendorf                         | 1954               | Friedrich Fröbel (* 1782 in Oberweißbach/Thüringer Wald; † 1852 in Marienthal (Bad Liebenstein)), deutscher Pädagoge |      |
| Gartengasse                   | Waasen                             | 1870               | Ehemalige Gärten an der Waasenbrücke |      |
| Gasteigergasse                | Waasen                             | 1951               | Friedrich Ernst von Gasteiger zu Rabenstein und Kobach (* 1848 in Rovinj; † 1910 in Leoben), Gutsbesitzer, Landtagsabgeordneter, Mitglied der Bezirksvertretung                                                               |      |
| Glacisgasse                   | Leoben                             | 1870               | Auf der ehemaligen Fläche des Glacis' befindet sich heute der sogenannte Glacis-Park |      |
| Gösser Platz                  | Göss                               | 1963               | Leobner Stadtteil Göss |      |
| Gösser Straße                 | Leoben/Mühltal/Göss                | 1870               | Leobner Stadtteil Göss; vormals Dollfussstraße (1934–1938) und Adolf-Hitler-Straße (1938–1945) |      |
| Groß-Gößgraben                | Gössgraben-Göss                    |                    | Durch den Gößgraben fließt der Gößbach |      |
| Gubattagasse                  | Waasen                             | 1951               | Karl Gubatta (* 1820 in Freistadt; † 1902 in Leoben), Leiter des Leobner Spitals (1849–1857) |      |
| Haldenstraße                  | Donawitz/Waasen                    | 1999               | Die am Bärenkogel gelegene Privatstraße der Österreichisch-Alpinen Montangesellschaft erschließt eine Halde für die Deponie von Schlacke                                                                                      |      |
| Hallstattstraße               | Leitendorf (Hinterberg)            | 1965               | Fundort archäologischer Artefakte aus der Hallstattzeit |      |
| Hamerlinggasse                | Leitendorf                         | 1951               | Robert Hamerling (* 1830 in Kirchberg am Walde; † 1889 in Graz), Schriftsteller |      |
| Hammerwiesenstraße            | Göss                               | 1951               | Auf früher hier angesiedelte Hammerwerke zurückgehender Flurname; bis 1972 Hammerwiesengasse |      |
| Hans Kloepfer-Gasse 1         | Leitendorf                         | 1951               | Hans Kloepfer (* 1867 in Eibiswald; † 1944 in Köflach), Arzt und Schriftsteller nationalsozialistischer Literatur |      |
| Hans Kudlich-Straße           | Göss                               | 1951               | Hans Kudlich (* 1823 in Lobenstein (Österreichisch-Schlesien); † 1917 in New York City), Arzt und liberaler Politiker |      |
| Hans von der Sann-Gasse       | Leitendorf                         | 1951               | Hans von der Sann (* 1847 in Celje; † 1907 in Graz), Volkskundler und Schriftsteller |      |
| Hansbauerweg                  | Donawitz                           | 1951               | Bauernhof „Hansbauer“ |      |
| Haslersiedlung                | Schladnitzgraben                   | 1999               | Flurname („Haslerwiese“), geht auf den Bauernhof „Hasler“ zurück |      |
| Hauptplatz                    | Leoben                             | 1900               | Zentraler, 200 × 40 m großer Platz; im Mittelalter Platz bzw. Markt genannt, später Dollfussplatz (1934–1938) und Adolf-Hitler-Platz (1938–1945)                                                                              |      |
| Heiligenbrunnweg              | Leitendorf (Hinterberg)            | 1980               | Quellheiligtum Heiligenbrunn, eine Kapelle in der Niederung; früher Teile der Kärntner Straße und Auf der Niederung |      |
| Heipelweg                     | Judendorf                          | 1945               | Johann Nepomuk Heipl (* um 1747 in Graz; † 1803 in Deutschfeistritz), Inhaber von Bergwerken zur Bleigewinnung und zum Kohleabbau (Seegraben); vormals Hermann-Göring-Siedlung Straße F                                       |      |
| Hinterbergstraße              | Leitendorf (Hinterberg)            | 1951               | Leobner Stadtteil Hinterberg |      |
| Hippmanngasse                 | Judendorf                          | 1945               | Johann Hippmann (* 1823 in Perchtoldsdorf; † 1898 in Leoben), Montanist; vormals Hermann-Göring-Siedlung Straße A |      |
| Hirschgraben                  | Göss                               | 1937               | Nicht wassergefüllte Wehrgräben außerhalb der Wehrmauern des Stiftes Göß, die der Abhaltung von Rotwild dienten |      |
| Hochtrattenstraße             | Göss                               | 1959               | Gleichnamige Erhebung südöstlich von Göss. „Tratte“ bezeichnet ein minderwertiges Stück Land. |      |
| Höfer-Heimhalt-Straße         | Leoben                             | 1937               | Hans Höfer von Heimhalt (* 1843 in Elbogen; † 1924 in Wien), Montanist; vor 1951 Höfer-Heimhalt-Gasse |      |
| Hollermayerweg                | Mühltal                            | 1951               | Gehöft „Hollermayer“ |      |
| Holzbauerweg                  | Waasen                             | 1951               | Gehöft „Holzbauer“ |      |
| Homanngasse                   | Leoben                             | 1902               | Moritz Homann (* 1838 in Leoben; † 1901 in Graz), Arzt und Gemeinderat; vor 1902 Mittergasse, von 1938 bis 1945 Josef-Lass-Gasse, von 1966 bis 1997 Kärntner Straße                                                           |      |
| Hubertusgasse                 | Göss                               | 1959               | Hubertus von Lüttich (* 656/658; † 727), Patron der Jäger, Förster, Schützen und Metallarbeiter. Benennung aufgrund der angrenzenden Jagdreviere.                                                                             |      |
| Ignaz Buchmüller-Platz        | Leoben                             | 1909               | Dr. Ignaz Buchmüller (* 1843 in Leoben; † 1908 in Leoben), Rechtsanwalt, Landtagsabgeordneter, Bürgermeister von Leoben (1890–1903); von 1938 bis 1945 Günther-Fischerauer-Platz                                              |      |
| Im Tal                        | Donawitz                           | 1951               | Das „Tal“ ist ein Seitental der Niederung |      |
| In der Au                     | Leoben                             | 1951               | Flurname |      |
| In der Meln                   | Judendorf                          | 1945               | Flurname, stammt vermutlich vom slawischen Begriff „mel“ (Sandbank) |      |
| Jägergasse                    | Göss                               | 1959               | Benennung aufgrund der angrenzenden Jagdreviere |      |
| Jahnstraße                    | Leoben                             | 1928               | Friedrich Ludwig Jahn (* 1778 in Lanz (Prignitz); † 1852 in Freyburg (Unstrut)), deutscher Pädagoge und des Turnens zur Leibesertüchtigung                                                                                    |      |
| Jesuitengasse                 | Leoben                             | 2017               | Römisch-katholischer Orden der Jesuiten |      |
| Johann Sackl-Gasse            | Donawitz                           | 1951               | Johann Sackl (* 1799 in Leoben; † 1864 in Murau), Advokat und Hausbesitzer sowie Gründer eines Donawitzer Drahtzugs |      |
| Johannesgasse                 | Mühltal                            | 1900               | In der Nähe befand sich das 1848 abgerissene Johannestor der Stadtbefestigung |      |
| Josef Graf-Gasse              | Leoben                             | 1907               | Josef Graf (Jurist) (* 1778; † 1864), Jurist, Lokalhistoriker, Amtsbürgermeister von Leoben (1814–1849) |      |
| Josef Heißl-Straße            | Waasen                             | 1951               | Josef Heißl (* 1874 in Hall (Gemeinde Admont); † 1950 in Leoben), Eisenbahner, Gewerkschafter, Bürgermeister von Donawitz (1919–1931)                                                                                         |      |
| Josefinweg                    | Judendorf                          | 1951               | Nach der Gattin des Kohlerevierbesitzers Heinrich Drasche, Josephine Drasche, benannter Förderschacht |      |
| Judaskreuzsiedlung            | Waasen                             | 1948               | Der Namensgeber, ein gleichnamiger Bildstock in Donawitz, zeigte wahrscheinlich früher den Verrat Judas' |      |
| Judendorfer Straße            | Judendorf                          | 1951               | Leobner Stadtteil Judendorf; von 1938 bis 1945 Josef-Kaiser-Gasse |      |
| Jungferngasse                 | Göss                               | 1959               | Nach dem Flurnamen „Jungfernwiese“, der auf das einstige Gösser Nonnenkloster zurückgeht |      |
| Kaiserfeldgasse               | Leoben                             | 1900               | Moriz Blagatinschegg von Kaiserfeld (* 1811 in Mannsberg bei Pettau; † 1885 auf Schloss Birkenstein bei Birkfeld), Jurist und Politiker, Landeshauptmann der Steiermark (1870–1884); von 1938 bis 1945 Rudolf-Erlbacher-Gasse |      |
| Kalkwerkgasse                 | Leitendorf                         | 1951               | Kalkwerk am Galgenberg |      |
| Kaltenbrunner Straße          | Göss                               | 1932               | Quellheiligtum „Unsere liebe Frau vom kalten Brunnen“ |      |
| Kärntner Straße               | Mühltal/Waasen/Donawitz/Leitendorf | 1870               | Einst Bezeichnung für den Abschnitt von der Waasenbrücke zum westlichen Leobner Ortsausgang (Richtung Kärnten) |      |
| Karolihüttegasse              | Donawitz                           | 1951               | Ehemalige Eisenhütte am Vordernberger Bach, benannt nach Karl Mayr (* 1811 in Leoben; † 1864 in Graz) |      |
| Karrergasse                   | Mühltal                            | 1951               | Josef Georg Karrer (* 1809 in Leoben; † 1872 in Leoben), Nadlergeselle, dessen Tagebücher eine bedeutsame Lokalquelle bilden                                                                                                  |      |
| Kasernenstraße                | Mühltal                            | 2007               | Nach der von 1938 bis 1940 hier errichteten und 2006 abgetragenen Kaserne; vormals Kasernengelände |      |
| Katharinenweg                 | Waasen                             | 1951               | Nach Katharina von Alexandrien benanntes Grubenfeld in einem Bergwerk am Bärenkogel |      |
| Kerpelystraße                 | Donawitz                           | 1912               | Anton Kerpely Ritter von Krassó (* 1866 in Ruszkabánya; † 1917 in Wien), technischer Direktor und später Generaldirektor der Österreichisch-Alpinen Montangesellschaft                                                        |      |
| Kienbergweg                   | Göss                               | 1951               | „Kienstock“ ist eine dialektale Bezeichnung für bestimmte Arten von Kiefern und weist auf die Bewaldung des Berghangs hin |      |
| Kirchgasse                    | Leoben                             | 1870               | Standort der Pfarrkirche Leoben-St. Xaver |      |
| Kirchplatz                    | Leoben                             | 1907               | Standort der Pfarrkirche Leoben-St. Xaver |      |
| Kittenwaldstraße              | Judendorf                          | 1951               | Flurname unbekannter Herkunft |      |
| Klein-Gößgraben               | Gössgraben-Göss                    |                    | Seitental des Gössgrabens |      |
| Klosterweg                    | Göss                               | 1951               | Nach dem Nonnenkloster Göss |      |
| Knappengasse                  | Waasen                             | 1900               | „Knappe“ ist ein Synonym für Bergmann und bezieht sich auf den Bezug Leobens zum Bergbau |      |
| Kohlstattgasse                | Leitendorf                         | 1951               | Einstiger Herstellungsort von Holzkohle aus über die Mur geflößten Holzstämmen |      |
| Koloman Wallisch-Platz        | Leoben                             | 2007               | Koloman Wallisch (* 1889; † 1934), Arbeiterführer, Nationalratsabgeordneter und Widerstandskämpfer gegen den Faschismus |      |
| Kremplweg                     | Leoben                             | 1951               | Ludwig Krempl (* 1855 in Sankt Peter-Freienstein; † 1926 in Leoben), steirischer Bauherr und Geschäftsmann |      |
| Kreuzfeldweg                  | Mühltal                            | 1951               | Nach dem Flurnamen „Johanneskreuzfeld“, der auf ein Johanneskreuz am Zentralfriedhof zurückgeht; umgangssprachlich auch Nordtangente                                                                                          |      |
| Krottendorfergasse            | Leoben                             | 1870               | Adelsgeschlecht der Krottendorfer; vormals Spanngasse, von 1938 bis 1945 Langemarkgasse |      |
| Kunigundenweg                 | Göss                               | 1959               | Kunigunde, erste Äbtissin des im 11. Jahrhundert gegründeten Gösser Nonnenklosters |      |
| Lagergasse                    | Leitendorf                         | 1951               | Hier befanden sich einst Lagerplätze diverser Unternehmen |      |
| Langgasse                     | Leoben                             | 1870               | Namensgebung vermutlich aufgrund der beträchtlichen Ausdehnung der bezeichneten Straße; vormals Scheffgasse/Schiffgasse in Anlehnung an die Murschifffahrt und von 1938 bis 1945 Rupert-Mussbacher-Gasse                      |      |
| Lebergrabenweg                | Mühltal                            | 1951               | Von mittelhochdeutsch „lêwer“ (Hügel) |      |
| Lendgasse                     | Waasen                             | 1951               | Von „Lend“ (Landung) – hier landeten früher z. B. Flöße |      |
| Leopoldine-Pohl-Platz         | Leoben                             | 2023               | Leopoldine Pohl, Leobner Gemeinderätin und Bundesrätin |      |
| Lerchenfeldgasse              | Mühltal                            | 1951               | Flurname |      |
| Leßmayergasse                 | Leitendorf (Hinterberg)            | 1951               | Gehöft „Leßmayer“ |      |
| Lichthaltweg                  | Judendorf                          | 1951               | Bauernhaus „Lichtholt“ |      |
| Lierwaldgasse                 | Judendorf                          | 1951               | Jobst Caspar von Lierwald, Initiator des ersten großen Bergbaus am Münzenberg |      |
| Lorberaustraße                | Donawitz/Waasen                    | 1951               | Schloss Lorberau |      |
| Magnesitstraße                | Göss                               | 1959               | Hier wurde von 1958 bis 1960 ein Forschungsinstitut der Veitscher Magnesit AG errichtet, heute RHI Magnesita |      |
| Mareckkai                     | Waasen/Leitendorf                  | 1907               | Bernhard Mareck (* 1812 in Brünn; † 1890 in Leoben), Eisenbahnbeamter und Bürgermeister von Leoben (1874–1882); zwischenzeitlich Waasen-Kai                                                                                   |      |
| Marienbau                     | Judendorf                          | 1951               | Nach dem Marienschacht und -stollen im Kohlerevier Heinrich Drasches |      |
| Marienplatz                   | Waasen                             | um 2020?           | Vorplatz der Katholischen Pfarrkirche Mariä Himmelfahrt |      |
| Martin Luther-Kai             | Leoben                             | 2010               | Benennung nach Martin Luther zum hundertjährigen Bestehen der evangelischen Gustav-Adolf-Kirche |      |
| Maßenbergstraße               | Mühltal                            | 1900               | Adelsgeschlecht der Massenberger, auch in Zusammenhang mit der Maßenburg; vor 1915 Maßenberggasse/Massenbergsiedlung Straße A                                                                                                 |      |
| Matthäus Krenauer-Straße      | Mühltal                            | 1996               | Johann Matthäus Krenauer (* 1704; † 1777 in Leoben), wichtiger Barockbildhauer Leobens und der Umgebung |      |
| Mautgasse                     | Waasen                             | 1870               | In der Kärntner Straße befand sich einst eine Mautstelle |      |
| Max Kober-Gasse               | Göss                               | 1951               | Max Kober (* 1832 in Graz; † 1911 in Leoben), gründete die Brauerei Göss |      |
| Max Tendler-Straße            | Leoben                             | 1951               | Johann Max Tendler (* 1811 in Eisenerz; † 1870 in Leoben), Maler und Grafiker mit bedeutenden Werken in Leoben; vormals Hippmann-Gasse (von 1938 bis 1945 Franz-Kerschbaumer-Gasse)/Max-Tendler-Gasse/Kaiser Josef-Park       |      |
| Mayr-Melnhof-Straße           | Göss                               | 1959               | Mayr-Melnhof (Familie) |      |
| Meierhofgasse                 | Göss                               | 1959               | „Mayerhof zu Obergöß“, einst Teil des Stifts Göß |      |
| Miesbachweg                   | Judendorf                          | 1945               | Alois Miesbach (* 1791 in Röschitz; † 1857 in Baden (Niederösterreich)), Industrieller und Vorbesitzer des späteren Bergbaus von Heinrich Drasche                                                                             |      |
| Moserhofstraße                | Waasen                             | 1900               | Zehnthof „Moserhof“ |      |
| Moskenbergstraße              | Judendorf                          | 1951               | Flurname „in der Moscken“ für eine nach ihrem Besitzer benannten Wiese |      |
| Mühlgasse                     | Waasen                             | 1870               | Gasse am Mühlbach, einem Nebenarm des Vordernberger Bachs |      |
| Mühltaler Straße              | Leoben/Mühltal                     | 1900               | Einst selbstständige Gemeinde Mühltal, die 1900 zwischen Leoben und Niklasdorf geteilt wurde |      |
| Münzenbergstraße              | Judendorf/Waasen                   | 1951               | Als Münzenberg wird ein Berg nördlich der Leobner Murschleife bezeichnet, an dem früher Braunkohle abgebaut wurde (Kohlerevier Seegraben)                                                                                     |      |
| Murplatz                      | Judendorf                          | 1945               | Nähe zur Mur |      |
| Murweg                        | Judendorf                          | 1951               | Wegverlauf entlang der Mur |      |
| Nagelschmiedgasse             | Göss                               | 1937               | Früherer Standort einer Nagelschmiede |      |
| Naturfreundeweg               | Leitendorf                         | 1951               | Naturfreunde Österreich |      |
| Nennersdorfer Straße          | Mühltal                            | 1951               | Ansiedlung Nennersdorf |      |
| Neudorfer Straße              | Waasen                             | 1951               | Neudorf, auch Neudörfl genannt, ist eine Siedlung am Fuße des Münzenbergs |      |
| Neuwerkgasse                  | Donawitz                           | 1951               | Die 1855 zeitlich nach Franzens- und Karolihütte eingeweihte – und somit „neue“ – Theodorahütte, ein Stahl- und Walzwerk in Donawitz                                                                                          |      |
| Niederungweg                  | Donawitz                           | 1951               | Niederung (Gemeinde Leoben) |      |
| Nikolaus Lenau-Straße         | Mühltal/Lerchenfeld                | 1959               | Nikolaus Lenau, Schriftsteller |      |
| Novopanstraße                 | Göss                               | 1959               | Von Franz Mayr von Melnhof gegründetes Spanplattenwerk, das „Novopan“-Platten herstellte; vormals Novopangasse |      |
| Nuchtenweg                    | Judendorf                          | 1945               | Josef Nuchten (* 1812 in Skotschau; † 1876 in Wien), Montanist; vormals Hermann-Göring-Siedlung Straße D |      |
| Obritzfeldweg                 | Mühltal                            | 1951               | Flurname einer Wiese in Nennersdorf |      |
| Ostererweg                    | Mühltal                            | 1951               | Johann Osterer (* 1843 in Leoben; † 1904 in Leoben), letzter Bürgermeister der einst eigenständigen Gemeinde Mühltal |      |
| Otto Glöckel-Straße           | Leoben                             | 1951               | Otto Glöckel (* 1874 in Pottendorf; † 1935 in Wien), Politiker und Schulreformer |      |
| Ottokar Kernstock-Gasse 1     | Waasen                             | 1951               | Ottokar Kernstock (* 1848 in Maribor; † 1928 auf Schloss Festenburg), Priester und nationalsozialistischer Dichter |      |
| Pampichlerweg                 | Mühltal/Göss                       | 1951               | Nach Michael Pampichler, der die nach ihm benannte Aussichtsplattform oberhalb von Nennersdorf erbaute |      |
| Parkstraße                    | Leoben                             | 1900               | Verbindung zwischen der Innenstadt Leobens und dem Au-Park (heute In der Au); von 1938 bis 1945 Franz-Ebner-Straße |      |
| Pebalstraße                   | Judendorf                          | 1951               | Johann Nepomuk von Peball (* 1765 in Graz; † 1819 in Vordernberg), Montanbeamter, Radwerkverwalter, Bergbaubesitzer am Münzenberg; vor 1977 Pebalweg                                                                          |      |
| Pestalozzistraße              | Donawitz                           | 1951               | Johann Heinrich Pestalozzi (* 1746 in Zürich; † 1827 in Brugg im Kanton Aargau), Schweizer Pädagoge |      |
| Peter Tunner-Straße           | Leoben                             | 1897               | Peter Tunner (* 1809 in Deutschfeistritz; † 1897 in Leoben), Montanist, erster Professor und lange Zeit Direktor der späteren Montanuniversität Leoben                                                                        |      |
| Pichlmayergasse               | Waasen                             | 1951               | Tobias Pichelmayer (* 1803 in Fehring; † 1876 in Leoben), Färber und Geschäftsmann; vormals Quergasse Nr. 1 |      |
| Pionierweg                    | Mühltal                            | 1951               | Der 1971 fertiggestellten Pebalbrücke vorangehender Pioniersteg zwischen Judendorf und Mühltal, 1942 errichtet |      |
| Pölzgraben                    | Mühltal                            | 1951               | Name möglicherweise slawischen Ursprungs |      |
| Prettachstraße                | Prettach                           | 1951               | Leobner Ortsteil Prettach |      |
| Proleber Straße               | Judendorf                          | 1951               | Gemeinde Proleb |      |
| Pulverturmstraße              | Göss                               | 1951               | „Pulverturm“ ist eine antiquierte Bezeichnung für ein Munitionslager; vormals Pulverturmweg |      |
| Radmeistergasse               | Donawitz                           | 1951               | Als „Radmeister“ bezeichnet man den Betreiber eines Radwerks |      |
| Raimund Simonitsch-Straße     | Judendorf                          | 2009               | Raimund Simonitsch (* 1866 in Witschein; † 1918 in Graz), Bäckermeister, Gründer der wohltätigen Simonitsch-Stiftung |      |
| Rechenhofgasse                | Waasen                             | 1951               | Standort eines Rechens zur Bergung von Baumstämmen |      |
| Richardschachtweg             | Judendorf                          | 1963               | Nach dem Sohn von Heinrich Drasche, Richard Drasche, benannter Schacht |      |
| Riedlbauernweg                | Judendorf                          | 1951               | Gehöft „Riedlbauer“ |      |
| Robert Koch-Gasse             | Mühltal                            | 1951               | Robert Koch (* 1843 in Clausthal; † 1910 in Baden-Baden), Arzt und Mikrobiologe |      |
| Roseggerstraße                | Leoben                             | 1899               | Peter Rosegger (* 1843 bei Krieglach; † 1918 in Krieglach), bedeutender Schriftsteller mit Bezug zu Leoben |      |
| Rot Kreuz-Platz               | Waasen                             | 2009               | Seit 2009 Standort der neuen Bezirksstelle des Roten Kreuzes Leoben |      |
| Sackgasse                     | Mühltal                            | 1907               | Sprechender Name |      |
| Salzlände                     | Judendorf                          | 1977               | Früherer Standort eines Salzmagazins |      |
| Sauraugasse                   | Leoben                             | 1870               | Saurau (Adelsgeschlecht); früher In der Saurau, von 1938 bis 1945 Straße der Sudetendeutschen |      |
| Schachenweg                   | Prettach                           | 1951               | „Schachen“ ist eine steirische Bezeichnung für ein alleinstehendes Waldstück |      |
| Schalautzerhofgasse           | Waasen                             | 1951               | Hof „Schalautzerhof“ |      |
| Scheiterbodenstraße           | Mühltal                            | 1951               | Flurname; vormals Scheiterbodengasse |      |
| Schellhofgasse                | Waasen                             | 1951               | Meierhof „Schellhof“ |      |
| Schießstattstraße             | Judendorf                          | 1951               | Einstiger Standort der Leobner Schießstätte |      |
| Schillerstraße                | Mühltal                            | 1951               | Friedrich Schiller (* 1759 in Marbach am Neckar; † 1805 in Weimar), deutscher Dichter, Philosoph und Historiker; vormals Maßenbergsiedlung Straße C                                                                           |      |
| Schlachthofgasse              | Waasen                             | 1900               | Örtlichkeit des 1898 errichteten Schlachthofs, der bis 1998 bestand |      |
| Schladnitzgraben              | Prettach/Schladnitzgraben          |                    | Die frühe Bezeichnung der Gegend, „Slednicz“, geht auf den slawischen Begriff „slatina“ für Moorwasser zurück |      |
| Schladnitzstraße              | Göss                               | 1951               | Siehe Schladnitzgraben |      |
| Schmelzergasse                | Mühltal                            | 1951               | Franz Adolf Schmelzer (* 1843 in Friedland (Böhmen); † 1923 in Leoben), Historiker und Professor am Leobner Gymnasium |      |
| Schönowitzstraße              | Mühltal                            | 1961               | Moritz Freiherr Schönowitz von Ungerswerth und Adlerslöwen (* 1799 in Prag; † 1875 in Leoben), Immobilienbesitzer, Bürgermeister von Leoben (1850–1856)                                                                       |      |
| Schutzengelweg                | Judendorf                          | 1963               | Religiöse Bezeichnung eines Schachtes der Mayrschen Kohlegrube |      |
| Seegrabenstraße               | Judendorf                          | 1951               | Leobner Ortsteil Seegraben |      |
| Sixtgasse                     | Waasen                             | 1951               | Anton Sixt (* 1838 bei Mureck; † 1898 in Leoben), Gastronom und Eigentümer einer Brauerei in Waasen |      |
| Sonnenstraße                  | Leitendorf (Hinterberg)            | 1951               | Sonnige (südliche) Hanglage der Straße; vormals Sonnenweg |      |
| Sperlhofgasse                 | Waasen                             | 1951               | Hof „Sperlhof“ |      |
| Spitalweg                     | Judendorf                          | 1951               | Standort des einstigen Bergwerksspitals Seegraben |      |
| Stadtkai                      | Leoben                             | 1907               | Kai (Uferbauwerk) |      |
| Stahlstraße                   | Donawitz                           | 1957               | Der Stadtteil Donawitz weist eine lange Geschichte der Stahlerzeugung vor |      |
| Steigtalstraße                | Göss                               | 1932               | Geländebezeichnung „Steigtal“ |      |
| Steinleiten                   | Leitendorf (Hinterberg)            | 1951               | Bezeichnung „Steinleiten“ für den felsigen Südhang der Niederung |      |
| Stift                         | Göss                               | 1932               | Namensüberbleibsel des Nonnenstiftes Göss |      |
| Stollenweg                    | Judendorf                          | 1951               | Stollen (Bergbau) |      |
| Straßfeldgasse                | Leitendorf                         | 1951               | Flurname der einst unbebauten Ebene im Süden der Kärntner Straße, später zum Stadtteil Leitendorf erwachsen |      |
| Straußgasse                   | Leoben                             | 1870               | Der eisenfressende Strauß ist das Wappentier Leobens; von 1938 bis 1945 Siegfried-Mayer-Gasse |      |
| Streitmayerweg                | Donawitz                           | 1951               | Bauernhof „Streitmayer“ |      |
| Südbahnstraße                 | Judendorf                          | 1951               | Verlauf parallel zu den Gleisen der einstmaligen „k. k. privilegierte Südbahn-Gesellschaft“ |      |
| Südtiroler Gasse              | Judendorf                          | 1940               | Wohnhäuser in dieser Straße wurden ab 1940 Südtirolern bereitgestellt, die im Zuge der Option ausgewandert waren |      |
| Talbachweg                    | Donawitz                           | 1951               | Wasserlauf „Talbach“ |      |
| Talhofgasse                   | Göss                               | 1951               | Hof „Talhof“ |      |
| Teichgasse                    | Göss                               | 1959               | Einst Gebiet der Teiche Göss', wichtige Eislieferanten zur Bierkühlung |      |
| Theodoraweg                   | Judendorf                          | 1951               | Theodora von Hittnern (* 1828 in Graschnitz; † 1857 in Leoben), Gattin des Franz Mayr von Melnhof |      |
| Timmersdorfergasse            | Leoben                             | 1900               | Timmersdorfer (Adelsgeschlecht); von 1938 bis 1945 Alois-Pendl-Gasse |      |
| Tollingweg                    | Judendorf                          | 1945               | Reminiszenz an den Kohlebergbau im Tollinggraben in Sankt Peter-Freienstein; vormals Hermann-Göring-Siedlung Straße E |      |
| Traidersbergweg               | Donawitz                           | 1951               | Der Traidersberg ist ein Teil der Niederung |      |
| Traugottweg                   | Judendorf                          | 1951               | Bergmannstradition der sakralen Benennung |      |
| Trommelschlagweg              | Mühltal                            | 1951               | Name des Berghangs am Etschmayerhof |      |
| Türkengasse                   | Leitendorf                         | 1951               | Andenken an den türkischen Einfall 1480 |      |
| Turmgasse                     | Göss                               | 1932               | Womöglich der Torturm des Stifts Göss |      |
| Turnerstraße                  | Donawitz                           | 1951               | Donawitzer Turnhalle |      |
| Veitsbergweg                  | Judendorf                          | 1951               | Weg auf den Veitsberg |      |
| Vordernberger Straße          | Waasen/Donawitz                    | 1870               | Vordernberg |      |
| Waasenhammergasse             | Waasen                             | 1907               | Standort eines ehemaligen Hammerwerks für Kupfer |      |
| Waasenplatz                   | Waasen                             | 1900               | Leobner Stadtteil Waasen |      |
| Waasenstraße                  | Waasen                             | 1997               | Leobner Stadtteil Waasen |      |
| Waidbachstraße                | Göss                               | 1951               | Flurname „Waidbach“ für Flächen östlich von Göss |      |
| Waldgasse                     | Donawitz                           | 1951               | Bewaldete Umgebung |      |
| Waldrandsiedlung              | Leitendorf (Hinterberg)            | 1947               | Bewaldete Umgebung |      |
| Waltenbachstraße              | Mühltal                            | 1951               | Historische Bezeichnung der Siedlung, mindestens seit 1140 |      |
| Wartinbergweg                 | Judendorf                          | 1963               | Wartinbergschacht im Drasche-Kohlerevier |      |
| Windischbergweg               | Mühltal/Göss                       | 1951               | „Berg der Windischen“ (einst slawisch-karantanische Bevölkerung) |      |
| Winkelbauernweg               | Prettach                           | 1951               | Gehöft „Winkelbauer“ |      |
| Winkelfeldstraße              | Judendorf                          | 1951               | Hof „unam curtem in Winchel“, erwähnt 1230 |      |
| Xuzhou-Promenade              | Leoben                             | 2009               | Partnerstadt Xuzhou |      |
| Zellenfeldgasse               | Donawitz                           | 1951               | Flurname |      |
| Zellergasse                   | Leoben                             | 1870               | Gasthof „Zum Zellerkeller“ |      |
| Zeltenschlagstraße            | Waasen                             | 1914               | Riedname „Zeltenschlag“, erwähnt 1724 |      |
| Ziegelofenweg                 | Leitendorf                         | 1951               | Einstiger Standort einer Ziegelei |      |
| Ziernfeldgasse                | Leoben                             | 1912               | Familie Ziernfeld |      |
| Zirkusstraße                  | Leitendorf                         | 1951               | Einstiger Veranstaltungsort von Zirkusaufführungen; vor 1965 Zirkusgasse |      |
| Zollnergasse                  | Mühltal                            | 1951               | Veit Zollner († 1547), Initiator des Ausbaus der Maßenburg |      |